# Chirurgia naczyniowa
Chirurgia naczyniowa, angiochirurgia – dział chirurgii zajmujący się zabiegami operacyjnymi naczyń krwionośnych (tętnic i żył) oraz limfatycznych. Zakres tej specjalizacji obejmuje leczenie operacyjne, wewnątrznaczyniowe i zachowawcze układu naczyniowego, w tym: trombektomię, skleroterapię żył, pomostowanie tętnic, udrożnianie tętnic, sympatektomię, angioplastykę, implantację stentów, embolizację naczyń, leczenie trombolityczne, leczenie stopy cukrzycowej, leczenie obrzęku chłonnego, amputacje u chorych z niedokrwieniem kończyn dolnych, wytwarzanie dostępu naczyniowego dla celów hemodializy.
W Polsce chirurgia naczyniowa jest specjalizacją lekarską trwającą 6 lat (2 lata modułu podstawowego z chirurgii ogólnej i 4 lata modułu specjalistycznego z chirurgii naczyniowej). Jest to jedna z wzajemnie uznawanych specjalizacji w krajach Unii Europejskiej. Konsultantem krajowym chirurgii naczyniowej od 14 kwietnia 2022 roku jest prof. dr hab. n. med. Wacław Bernard Kuczmik.

## Historia
Pierwszą udokumentowaną operacją naprawczą uszkodzonej tętnicy było doniesienie z Chicago, że w 1897 J.B. Murphy (1857–1919) zeszył rozerwaną po postrzale tętnicę udową. Wcześniej naczynie takie podwiązywano i dokonywano amputacji kończyny. Jednym z kamieni milowych w rozwoju chirurgii naczyniowej były prace Alexisa Carrela, który opracował technikę szwu naczyniowego umożliwiającego połączenie koniec-do-końca naczynia krwionośnego. Prace te były przeprowadzone przed wyizolowaniem heparyny w 1916, co wiązało się z częstym wykrzepianiem krwi w zakleszczonych naczyniach. Z tego powodu wcześniejsze próby embolektomii kończyły się niepowodzeniem (Berkeley Moynihan w Leeds, Sampson Handley w Middlesex Hospital w Londynie w 1907). O pierwszej skutecznej embolektomii doniósł Ernest Mosny (1861–1918) z Francji w 1911 i w następnym roku Einar Key (1872–1954) ze Sztokholmu. Dużym ułatwieniem w przeprowadzeniu embolektomii było wprowadzenie w latach 60. XX w. cewnika Fogarty’ego. Następnym krokiem dla rekonstrukcyjnej chirurgii naczyniowej była znajomość patologii miażdżycowych zwężeń naczyń tętniczych i możliwość wizualizacji miejsca zwężenia. Antonio Moniz (1874–1955) wykonał pierwszą angiografię tętnic szyjnych w 1927 w Lizbonie, Reynaldo Dos Santos (1880–1970) wykonał pierwszą aortografię dwa lata później w tym samym mieście, a w 1946 jego syn Joao Sid Dos Santos przeprowadził pierwszą endarterektomię. Do zabiegów rekonstrukcyjnych potrzebne są zamienniki wymienianych, czy omijanych naczyń krwionośnych (pomostowanie). Podstawy dla protez naczyniowych położył Alexis Carell ze swoim współpracownikiem Charles Guthrie, udowadniając eksperymentalnie możliwość stosowania pobranego odcinka żyły lub tętnicy jako protezy naczyniowej. Jednym z pionierów ich stosowania był James Hogarth Pringle (1863–1941), który w 1912 u jednego chorego po wycięciu tętniaka tętnicy podkolanowej zastosował jako przeszczep własną żyłę odpiszczelową a u drugiego chorego zastąpił zniszczoną tętnicę ramienną implantem żylnym i pacjent po dwóch miesiącach powrócił do pracy w zawodzie kowala. W 1948 Jean Kunlin (1904–1991) w Hopital Foch w Suresnes pod Paryżem wykonał pierwszy bypass omijający zamknięty odcinek tętnicy udowej. W 1951 Charles Dubost wyciął tętniak aorty brzusznej i zastąpił wycięty odcinek aortą pobraną ze zwłok (homograft).